# Boskapel (Olmen)
De Boskapel is een betreedbare veldkapel aan de Lichtenboslaan te Olmen.
Volgens de legende bevond zich op deze plaats reeds in de 8e eeuw, ten tijde van Willibrordus, een kapel. In de 11e-12e eeuw werd een nieuwe kerk gebouwd, meer naar het noorden gelegen, ter plaatse van de huidige Sint-Willibrorduskerk. Met zekerheid weten we dat in de 16e eeuw hier een kapel stond, die als Capella in Campo (heidekapel) werd aangeduid. Deze was gewijd aan de Heilige Willibrordus en aan Onze Lieve Vrouw. Naar deze kapel werden in de 17e en 18e eeuw bedevaarten georganiseerd. Men zocht heil tegen diverse kwalen, zoals de koorts, beenziekten en zweren. Na de 18e eeuw raakte de kapel in verval.
In 1841 werd de oude kapel afgebroken en de huidige, kleinere, kapel gebouwd. Deze is enkele meters van zijn voorganger verwijderd. Het is een bakstenen gebouwtje, gedekt door een zadeldak waarop zich een dakruitertje bevindt. Het koor is rond. Het altaar is vervaardigd uit een deel van de grafzerk van Laurentius Janssens, die een weldoener van de kapel is geweest. Het restant van de grafsteen bevindt zich aan de achterzijde van de kapel.